# Åttonträsk
Åttonträsk, by med kapell från 1932 i Lycksele kommun, Lappland. Byn ligger längs länsväg 365 och den så kallade militärvägen, 43 km söder om Lycksele.